# 卡扎戈圣马蒂诺
卡扎戈圣马蒂诺（義大利語：Cazzago San Martino）是意大利布雷西亚省的一个市镇。总面积22.14平方公里，人口11024人，人口密度497.9人/平方公里（2009年）。国家统计（ISTAT）代码为017046。